# Ermita de la Caridad (Fernán Núñez)
La ermita de la Caridad situada en el municipio de Fernán Núñez (Córdoba, España) fue construida en el año 1525 y se le atribuye a un vecino de la localidad, Juan Criado. Su uso inicial era atender a los peregrinos que se dirigían a Santiago de Compostela por la ruta del sur. Con el tiempo acabó convirtiéndose en un hospital en el que se atendía a niños huérfanos. En sus orígenes, estuvo bajo advocación de Santa Ana. Desde 1558 fue atendido por la Hermandad y Hospital de la Caridad.

## Descripción
Actualmente, sólo se conserva una pequeña capilla moderna, que sustituyó a la del siglo XVIII. Cuenta con una sencilla fachada coronada con espadaña y a la que da luz un amplio ojo de buey. 
En la espadaña se conserva una campana pequeña que según cuenta la tradición fue encontrada por Juan Criado cuando de manera desesperada buscaba ayuda para la construcción de dicho hospital. Dicha campana se cree que perteneció a la antigua iglesia existente en la cercana aldea de Abencalez. Mientras se reconstruía la Iglesia de Santa Marina pasó a ser la principal iglesia del pueblo.
Tras un incendio durante la Guerra Civil fue restaurada por la Hermandad del Señor del Huerto. Desde aquí sale el desfile procesional de ésta cofradía cada Semana Santa. En la actualidad el edificio no posee culto y solo es utilizado como almacén para los pasos de Semana Santa.